# Bernardo Tanucci

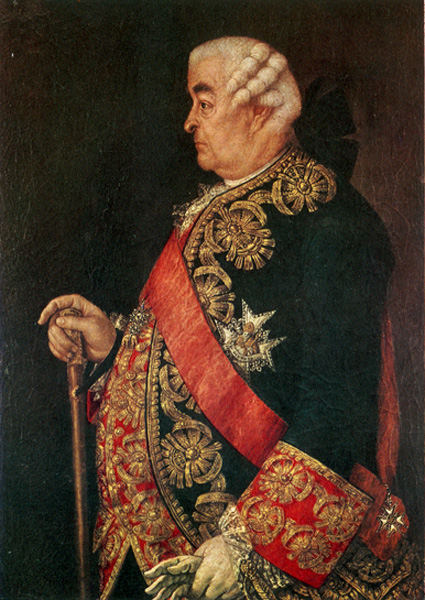
Bernardo Tanucci

Bernardo Tanucci (ur. 1698, zm. 1783) – minister w Królestwie Neapolu, zwolennik idei Oświecenia, przedstawiciel absolutyzmu oświeceniowego, wysoko ceniony przez Karola III Hiszpańskiego, władającego Neapolem w latach 1735-1759.

## Życiorys
Tanucci urodził się w biednej rodzinie w Stia, nieopodal Arezzo (Toskania). Wykształcenie odebrał na uniwersytecie w mieście Piza, gdzie od roku 1725 miał posadę profesora prawa. Gdy Karol III Hiszpański, wtedy jeszcze tylko książę Parmy Carlo podążał przez Toskanię na południe by podbić Królestwo Neapolu, książę Toskanii (Wielkie Księstwo Toskanii) Cosimo III de' Medici, namówił go by zabrał Tanucciego z sobą.
W Neapolu Karol mianował Tanucciego pierwszym doradcą Królestwa, naczelnikiem Poczty, ministrem sprawiedliwości (1752), spraw zagranicznych (w 1754), a w końcu markizem i pierwszym ministrem. Tanucci sprzeciwiał się ingerencji kleru w sprawy państwa oraz feudalnym przywilejom papiestwa i arystokracji Neapolu i Sycylii. Popierał likwidację zbytecznych klasztorów i monasterów oraz publikację bulli papieskich po autoryzacji królewskiej, itp..
W sprawach międzynarodowych Tanucci utrzymywał swój kraj z dala od wojen i awantur. W roku 1742 brytyjska flota pomogła mu utrzymać neutralność wód neapolitańskich, mimo iż trwała wówczas wojna o sukcesję austriacką (1740-1748). Zniesiono średniowieczne prawo martwej ręki w dobrach kościelnych, jak również średniowieczny status Neapolu jako wasala papiestwa. W roku 1767 wypędził z kraju jezuitów.
O jego działalności i charakterze wiadomo dziś dzięki relacjom i badaniom takich osób jak: Gaetano Filangeri (1752-1788, neapolitański uczony i prawnik), Federigo Sclopis (urodzony w Turynie polityk, 1798-1878), Pietro Colletta (Neapol 1775 – Florencja 1831, historyk i statystyk)i Marco Lastri (1731-1811).
Leopoldo de Gregorio, markiz Esquilache (1741-1785), który potem podążył za królem Karolem do Madrytu, należał do grupy reformatorów skupionych wokół Tanucciego.
Reformy Tanucciego próbowali potem kontynuować Giuseppe Beccadelli di Bologna, markiz della Sambuca (1726-1813) i Domenico Caracciolo, markiz di Villamaina (1715-1789)